# Risiocnemis incisa
Risiocnemis incisa är en trollsländeart som beskrevs av Douglas E. Kimmins 1936. Risiocnemis incisa ingår i släktet Risiocnemis och familjen flodflicksländor. Inga underarter finns listade i Catalogue of Life.